# Oriol Ysamat
Josep Oriol Ysamat Soler (Barcelona, 5 de junio de 1934) es un exjugador y dirigente español de hockey sobre césped que compitió en los Juegos Olímpicos de Roma en 1960 consiguiendo la medalla de bronce. Jugó en el Fútbol Club Barcelona hasta su retirada.
Procedente de una familia industrial de la curtición, se dedicó al hockey desde muy pequeño. En las escuelas Pías de Barcelona formó un equipo de hockey, que acabó siendo el equipo juvenil del Fútbol Club Barcelona. Con el segundo equipo del Barcelona fue campeón en 1953 de Cataluña y de España. Su padre, Lluis Ysamat, fue seleccionador nacional en Roma 1960 y olímpico en Ámsterdam 1928 en la posición de portero. Josep Oriol jugó los Juegos de Roma 1960 como central con su padre como seleccionador  y ganó la medalla de bronce al imponerse a Gran Bretaña por 3-1.
Fue vocal entre 1980 y 1985, y presidente entre 1990 y 1994 del Comité de Competición de la Federación Catalana de Hockey.